# Behendețka Pastil, Velîkîi Bereznîi
Behendețka Pastil (în ucraineană Бегендецька Пастіль) este un sat în comuna Roztoțka Pastil din raionul Velîkîi Bereznîi, regiunea Transcarpatia, Ucraina.

## Demografie
Componența lingvistică a localității Behendețka Pastil
     Ucraineană (99,03%)
     Alte limbi (0,97%)
Conform recensământului din 2001, majoritatea populației localității Behendețka Pastil era vorbitoare de ucraineană (99,03%), existând în minoritate și vorbitori de alte limbi.